# 夜出隙蛛
夜出隙蛛（学名：Coelotes noctulus）为暗蛛科隙蛛属的动物。在中国大陆，分布于云南等地。该物种的模式产地在云南景洪。